# Saint-Léger-sur-Bresle
Saint-Léger-sur-Bresle é uma comuna francesa na região administrativa de Altos da França, no departamento de Somme. Estende-se por uma área de 1,09 km². Em 2010 a comuna tinha 81 habitantes (densidade: 74,3 hab./km²).